# Schloss Laeken

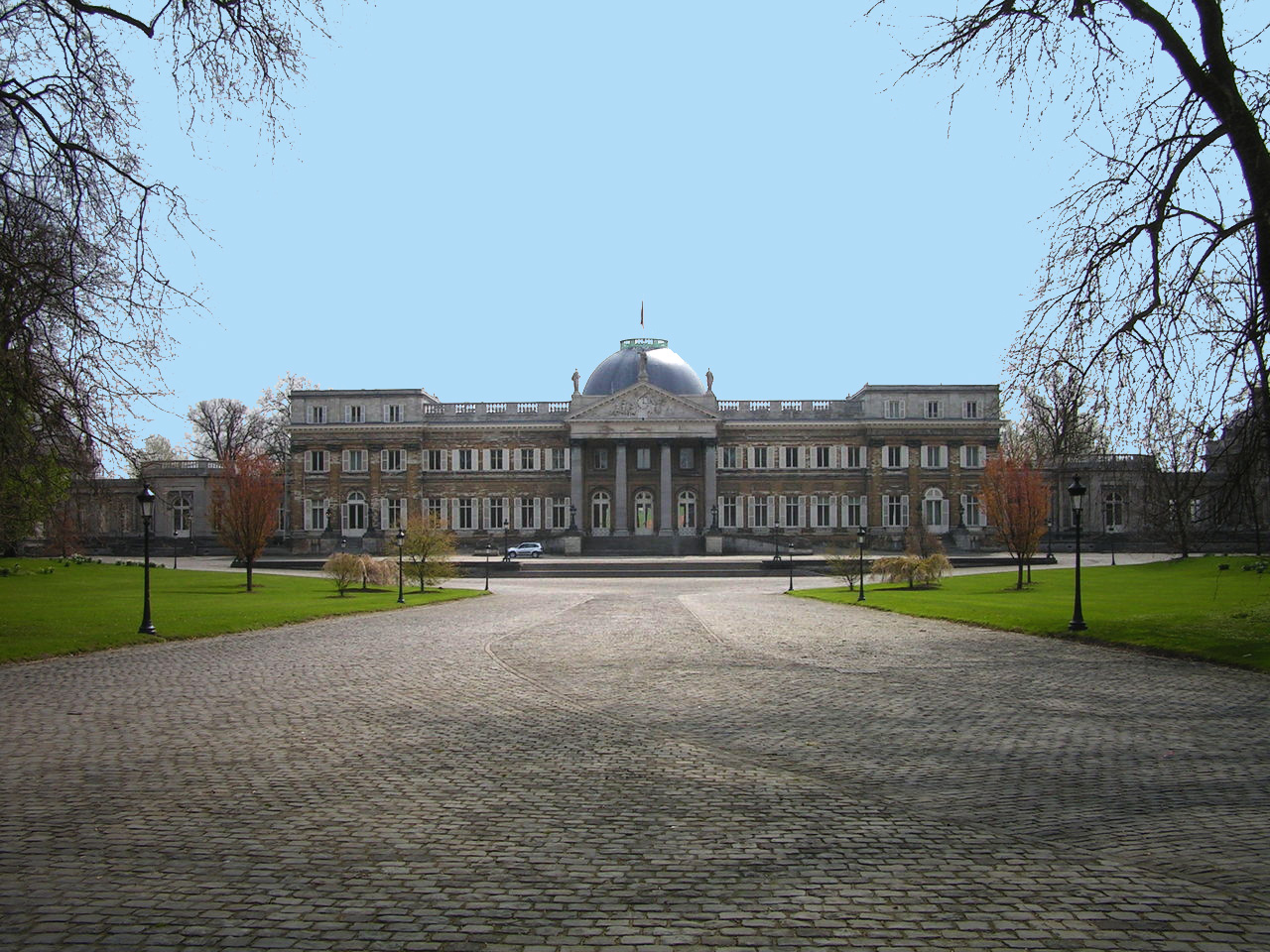
Schloss Laeken

Das Schloss Laeken in Laeken im Norden Brüssels ist seit 1831 der private Wohnsitz des belgischen Königshauses, während offizielle Residenz, Repräsentationsort und Sitz der Hofämter der Königliche Palast in Brüssel ist.

## Geschichte
Das Schloss wurde im Auftrag von Albert Kasimir von Sachsen-Teschen, dem Statthalter der damals Österreichischen Niederlande, 1782 bis 1784 nach Entwurf des französischen Architekten Charles de Wailly im klassizistischen Stil erbaut. Kasimir von Sachsen-Teschen lebte hier mit seiner Gemahlin, Erzherzogin Marie Christine, der Lieblingstochter Maria Theresias.
Im Vereinigten Königreich der Niederlande (1815–1830) diente das Schloss gemeinsam mit der zugehörigen Domäne als Teilresidenz des niederländischen Königs Wilhelm I.

Nach der Revolution und der anschließenden Abspaltung Belgiens wurde das Schloss Residenz für Leopold I., König der Belgier, aus dem Hause Sachsen-Coburg und Gotha. Sein Sohn Leopold II. erweiterte das Schloss, ließ die Gewächshäuser im Park erbauen und den gesamten Park erneuern. 
 In einem Artikel der Deutschen Bauzeitung von 1903 heißt es: „Eine Erweiterung des Schlosses Laeken bei Brüssel ist durch König Leopold nach den Entwürfen des Architekten Girault in Paris beabsichtigt. Die Erweiterung wird in zwei neuen Flügelbauten bestehen, welche Wohnungen für den König und die Prinzen, grosse Festräume und eine Gemäldegallerie enthalten werden.“
Die Schlossanlage verfügte über zwei Fürstenbahnhöfe, die aber heute nicht mehr genutzt werden:
- Einer war ein Tiefbahnhof unter dem Schloss selbst, zu dem ein 1,5 km langes Anschlussgleis führte, dessen Bau wegen des schwierigen Geländes alleine 6 Mio. Francs kostete. Der Bahnhof wurde 1908 im Auftrag von König Leopold II. gebaut.[2] Das Bauwerk soll nach einer anderen Quelle nie fertiggestellt und benutzt worden sein.[3]
- Der zweite Bahnhof war ein eigenes Empfangsgebäude für den König an der Bahnstrecke Brüssel Nord / Schaerbeek/Schaarbeek–Ostende, am südlichen Ende des Schlossparks Laeken.→ Hauptartikel: Königlicher Bahnhof Laeken.

Die Grablege des Königshauses befindet sich in der Liebfrauenkirche Laeken.

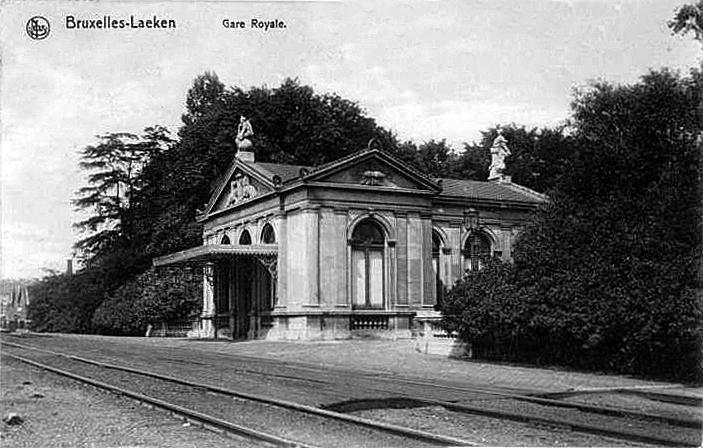
Königlicher Bahnhof Laeken
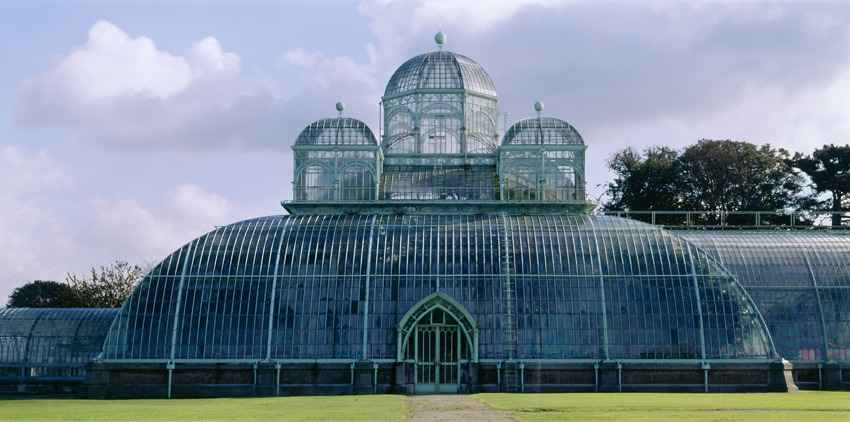
Gewächshäuser
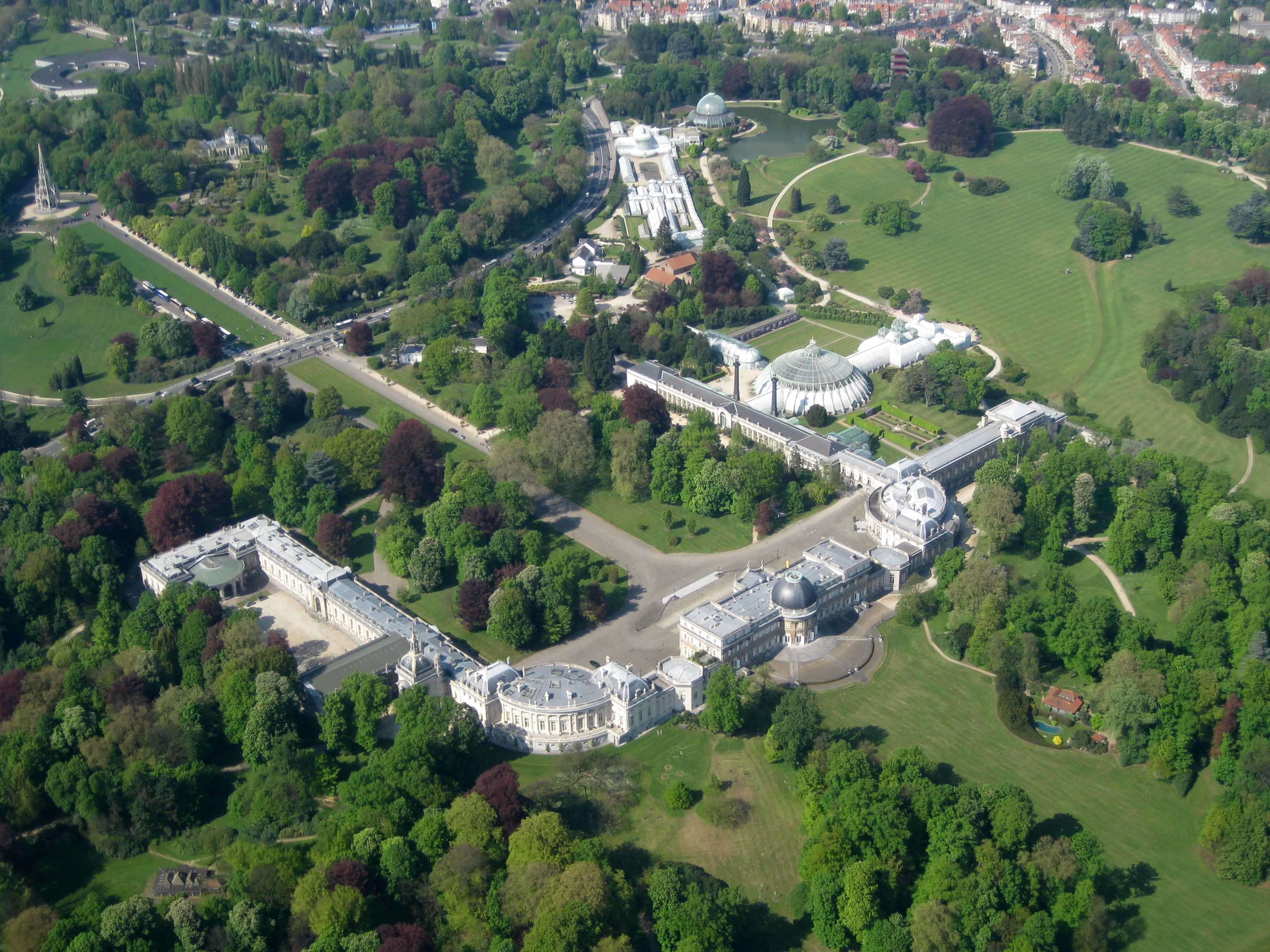
Gesamtanlage mit Park
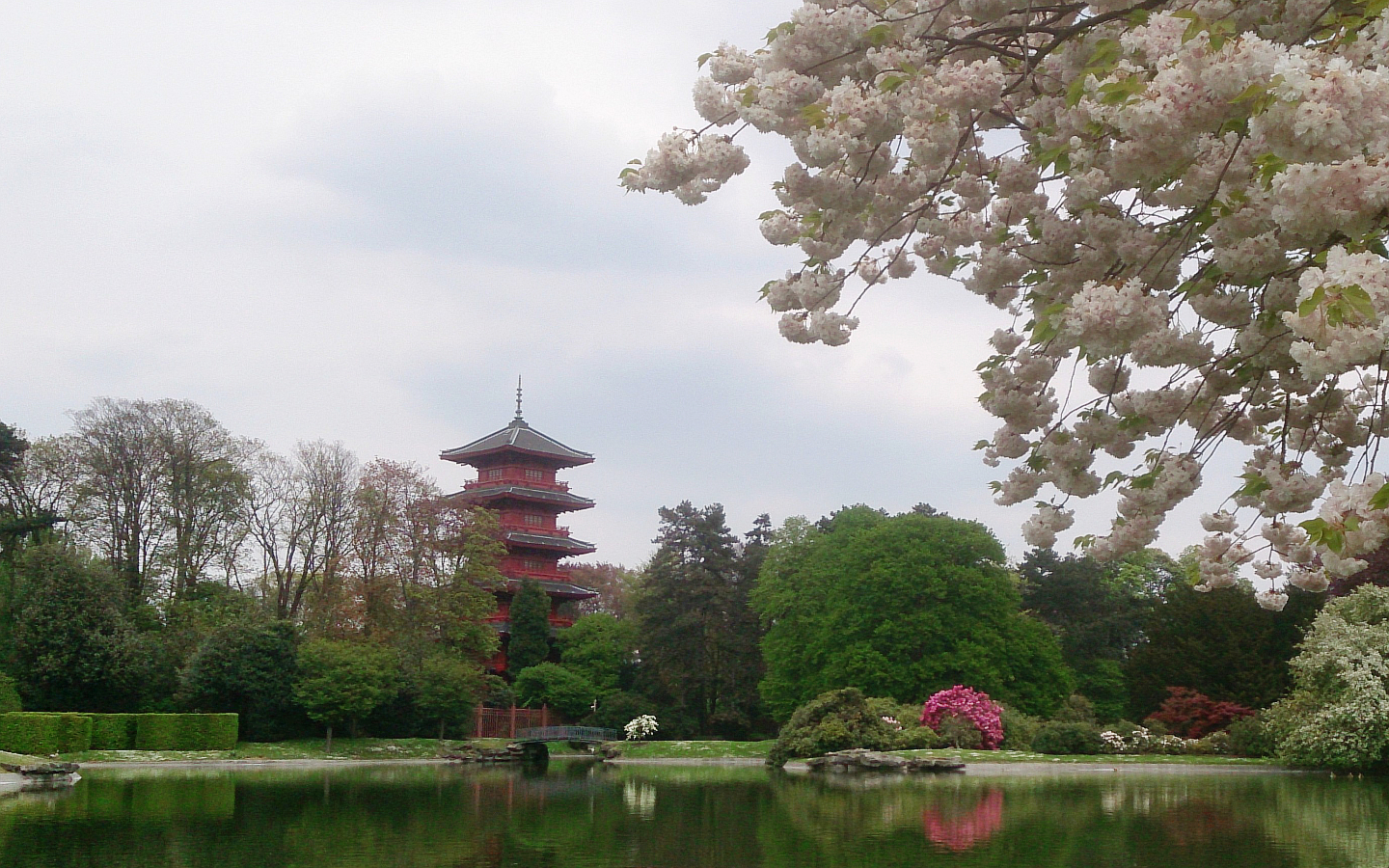
Japanischer Turm im Park